# Kardam (obwód Tyrgowiszte)
Kardam (bułg. Кардам) – wieś w Bułgarii, w obwodzie Tyrgowiszte, w gminie Popowo. W 2024 roku liczyła 1504 mieszkańców.

## Osoby związane z miejscowością

### Urodzeni
- Iwan Bratanow (1920–1968) – bułgarski aktor
- Mładen Statew (1913–1979) – bułgarski dyrygent